# Женская сборная Сербии по софтболу
Женская национальная сборная Сербии по софтболу — представляет Сербию на международных софтбольных соревнованиях. Управляющей организацией является Федерация софтбола Сербии (серб. Softball savez Srbije, англ. Serbia Softball Federation).

## Результаты выступлений

### Чемпионаты мира
| Год        | Победы         | Поражения      | Место          |
| ---------- | -------------- | -------------- | -------------- |
| 1965—2014  | не участвовали | не участвовали | не участвовали |
| 2016       | 3              | 5              | 25             |
| 2018—н. в. | не участвовали | не участвовали | не участвовали |

### Чемпионаты Европы
| Год        | Победы         | Поражения      | Место          |
| ---------- | -------------- | -------------- | -------------- |
| 1979—2005  | не участвовали | не участвовали | не участвовали |
| 2007       | 0              | 6              | 22             |
| 2009—н. в. | не участвовали | не участвовали | не участвовали |